# Sophie Massieu
Pour les articles homonymes, voir Massieu.
Sophie Massieu, née à Cherbourg le 8 février 1975, est une journaliste de la Manche.
Fille d'agriculteur, Sophie Massieu est non-voyante de naissance,. Elle commence sa scolarité chez elle, à Réthoville, puis intègre une classe pour enfants aveugles qui vient d'ouvrir à l'école élémentaire de la rue Gibert à Cherbourg, avant de rallier l'Institut national des jeunes aveugles (INJA), à Paris .
En dépit de son handicap, Sophie Massieu réussit de brillantes études : hypokhâgne, khâgne, études de sciences politiques à l’université Panthéon-Assas, puis intègre en 1998 le centre de formation des journalistes (CFJ), toujours à Paris,.
Devenue professionnelle en 2000, elle est d'abord pigiste indépendante (L'Express, La Vie, Libération...), puis rédactrice en chef pendant quatre ans du magazine associatif Faire Face, avant de multiplier les expériences radiophoniques (RFI, France Info, France Inter), puis télévisuelles (Le Goût du noir, sur France 5, avec Gérard Miller). En 2012, elle réalise une série documentaire pour l'émission Dans tes yeux d'Arte (40 émissions de 26 minutes chacune), qui lui fait visiter 23 pays en dix mois, pour laquelle elle reçoit le prix Trofémina en 2014.
Durant l'été 2014, elle co-anime carte postale avec Jean-Sébastien Petitdemange sur RTL.

## Ouvrages
- Quand bien même je verrais (avec Florence Montreynaud), éd. Nil, 1998
- Le Journaliste, responsable pas coupable ? (avec Michel Honorin), éd. Mango, 2001
- La Mémoire, architecte de l'homme ? (avec Soline Roy et Marie-Anne Lapie), éd. Mango, 2002
- Il n'y a que braille qui m'aille, éd. , 2003
- La Tête de l'emploi, éd. Vie & Cie, 2004